# Cyle Larin
Cyle Christopher Larin (Brampton, Ontario, Canadá, 17 de abril de 1995) es un futbolista canadiense. Juega de delantero y su equipo es el R. C. D. Mallorca de la Primera División de España.

## Trayectoria
Orlando City S. C. anunció a finales de enero de 2018 que llegó a un acuerdo con Beşiktaş J. K. para su traspaso. Después de año y medio en Turquía, en julio de 2019 fue cedido al SV Zulte Waregem para toda la temporada con una opción de compra al final de la misma. Regresó al conjunto otomano en julio de 2020 y ayudó con 19 goles a la consecución de la Superliga de Turquía 2020-21. Abandonó definitivamente el club en julio de 2022 para volver a Bélgica de la mano del Club Brujas. Estuvo seis meses y en enero fue prestado con opción de compra al Real Valladolid C. F. En sus dos primeros partidos marcó el único gol de los triunfos contra el Valencia C. F. y la Real Sociedad que sacaron al equipo de los puestos de descenso. Finalmente fueron ocho los tantos que consiguió, pero estos fueron insuficientes para evitar que el conjunto vallisoletano jugara en la Segunda División la siguiente temporada. A pesar de ello, el club hizo efectiva la opción de compra, de 1 500 000 € según el portal Transfermarkt, y firmó por dos años, aunque el 3 de agosto fue traspasado al R. C. D. Mallorca por una cantidad de 7 500 000 € según el mismo medio.

## Selección nacional

### Participaciones en Copas del Mundo
| Mundial      | Sede  | Resultado      | Partidos | Goles |
| ------------ | ----- | -------------- | -------- | ----- |
| Mundial 2022 | Catar | Fase de grupos | 3        | 0     |

### Participaciones en Copas América
| Torneo            | Sede           | Resultado     | Partidos | Goles |
| ----------------- | -------------- | ------------- | -------- | ----- |
| Copa América 2024 | Estados Unidos | Cuarto puesto | 5        | 0     |

### Participaciones en Copas Oro de la Concacaf
| Copa Oro         | Sede                                  | Resultado        | Partidos | Goles |
| ---------------- | ------------------------------------- | ---------------- | -------- | ----- |
| Copa de Oro 2015 | Canadá - Estados Unidos               | Fase de grupos   | 3        | 0     |
| Copa de Oro 2017 | Estados Unidos                        | Cuartos de final | 1        | 0     |
| Copa de Oro 2019 | Costa Rica - Estados Unidos - Jamaica | Cuartos de final | 1        | 0     |
| Copa de Oro 2021 | Estados Unidos                        | Semifinales      | 3        | 3     |

### Participaciones en Liga de Naciones de la Concacaf
| Liga de Naciones Concacaf               | Sede           | Resultado      | Partidos | Goles |
| --------------------------------------- | -------------- | -------------- | -------- | ----- |
| Liga de Naciones de la Concacaf 2019-20 | Estados Unidos | Fase de grupos | 2        | 0     |
| Liga de Naciones de la Concacaf 2022-23 | Estados Unidos | Semifinales    | 2        | 0     |

## Estadísticas

### Clubes
Actualizado al último partido disputado el 1 de noviembre de 2024.
| Club                              | Div.          | Temporada     | Liga  | Liga  | Liga   | Copas nacionales | Copas nacionales | Copas nacionales | Copas internacionales | Copas internacionales | Copas internacionales | Total | Total | Total  |
| Club                              | Div.          | Temporada     | Part. | Goles | Asist. | Part.            | Goles            | Asist.           | Part.                 | Goles                 | Asist.                | Part. | Goles | Asist. |
| --------------------------------- | ------------- | ------------- | ----- | ----- | ------ | ---------------- | ---------------- | ---------------- | --------------------- | --------------------- | --------------------- | ----- | ----- | ------ |
| Orlando City S. C. Estados Unidos | 1.ª           | 2015          | 27    | 17    | 0      | 1                | 1                | 0                | —                     | —                     | —                     | 28    | 18    | 0      |
| Orlando City S. C. Estados Unidos | 1.ª           | 2016          | 32    | 14    | 3      | 1                | 0                | 0                | —                     | —                     | —                     | 33    | 14    | 3      |
| Orlando City S. C. Estados Unidos | 1.ª           | 2017          | 28    | 12    | 3      | 0                | 0                | 0                | —                     | —                     | —                     | 28    | 12    | 3      |
| Orlando City S. C. Estados Unidos | Total club    | Total club    | 87    | 43    | 6      | 2                | 1                | 0                | 0                     | 0                     | 0                     | 89    | 44    | 6      |
| Beşiktaş J. K. Turquía            | 1.ª           | 2017-18       | 4     | 4     | 0      | 0                | 0                | 0                | —                     | —                     | —                     | 4     | 4     | 1      |
| Beşiktaş J. K. Turquía            | 1.ª           | 2018-19       | 12    | 1     | 0      | 0                | 0                | 0                | 10                    | 3                     | 2                     | 22    | 4     | 2      |
| SV Zulte Waregem · Bélgica        | 1.ª           | 2019-20       | 29    | 7     | 5      | 4                | 2                | 1                | —                     | —                     | —                     | 33    | 9     | 6      |
| SV Zulte Waregem · Bélgica        | Total club    | Total club    | 29    | 7     | 5      | 4                | 2                | 1                | 0                     | 0                     | 0                     | 33    | 9     | 6      |
| Beşiktaş J. K. Turquía            | 1.ª           | 2020-21       | 38    | 19    | 5      | 5                | 3                | 0                | 2                     | 1                     | 0                     | 45    | 23    | 5      |
| Beşiktaş J. K. Turquía            | 1.ª           | 2021-22       | 29    | 7     | 1      | 4                | 0                | 0                | 5                     | 1                     | 0                     | 38    | 8     | 1      |
| Beşiktaş J. K. Turquía            | Total club    | Total club    | 83    | 31    | 6      | 9                | 3                | 0                | 17                    | 5                     | 2                     | 109   | 39    | 8      |
| Club Brujas · Bélgica             | 1.ª           | 2022-23       | 9     | 1     | 0      | 3                | 0                | 0                | 1                     | 0                     | 0                     | 13    | 1     | 0      |
| Club Brujas · Bélgica             | Total club    | Total club    | 9     | 1     | 0      | 3                | 0                | 0                | 1                     | 0                     | 0                     | 13    | 1     | 0      |
| Real Valladolid C. F. · España    | 1.ª           | 2022-23       | 19    | 8     | 3      | 0                | 0                | 0                | —                     | —                     | —                     | 19    | 8     | 3      |
| Real Valladolid C. F. · España    | Total club    | Total club    | 19    | 8     | 3      | 0                | 0                | 0                | 0                     | 0                     | 0                     | 19    | 8     | 3      |
| R. C. D. Mallorca · España        | 1.ª           | 2023-24       | 35    | 3     | 2      | 7                | 4                | 1                | —                     | —                     | —                     | 42    | 7     | 3      |
| R. C. D. Mallorca · España        | 1.ª           | 2024-25       | 10    | 1     | 2      | 0                | 0                | 0                | —                     | —                     | —                     | 10    | 1     | 2      |
| R. C. D. Mallorca · España        | Total club    | Total club    | 45    | 4     | 4      | 7                | 4                | 1                | 0                     | 0                     | 0                     | 52    | 8     | 5      |
| Total carrera                     | Total carrera | Total carrera | 272   | 94    | 24     | 25               | 10               | 2                | 18                    | 5                     | 2                     | 315   | 109   | 28     |

## Palmarés

### Títulos nacionales
| Título               | Club           | País    | Año     |
| -------------------- | -------------- | ------- | ------- |
| Superliga de Turquía | Beşiktaş J. K. | Turquía | 2020-21 |
| Copa de Turquía      | Beşiktaş J. K. | Turquía | 2020-21 |
| Supercopa de Turquía | Beşiktaş J. K. | Turquía | 2021    |
| Supercopa de Bélgica | Club Brujas    | Bélgica | 2022    |

### Distinciones individuales
| Distinción                                                          | Año  |
| ------------------------------------------------------------------- | ---- |
| Máximo goleador de la Eliminatorias para la Copa Mundial (13 goles) | 2023 |